# ТЕЦ ABP 1, 2
13°25′9″ пн. ш. 101°1′38″ сх. д. / 13.41917° пн. ш. 101.02722° сх. д.
ТЕЦ ABP 1, 2 — теплоелектроцентраль у тайській провінції Чонбурі, в індустріальній зоні Аматанакорн.
У 1998 та 2001 роках на майданчику станції стали до ладу два парогазові блоки із потужністю 166,4 МВт та 171,2 МВт відповідно. У кожному з них дві газові турбіни живили через відповідну кількість котлів-утилізаторів одну парову турбіну. Окрім електроенергії кожен блок постачав підприємствам індустріальної зони технологічну пару в обсягах 30 тонн на годину. Відповідно до запровадженої в Таїланді програми сприяння малим ТЕЦ, кожен блок отримав довгостроковий — на 21 рік — контракт на викуп 90 МВт потужності державною електроенергетичною компанією Electric Generating Authority of Thailand (EGAT).
Не пізніше 2020-го, із завершенням гарантованого контракту блоків ABP1 та ABP2, розпочалось спорудження їм на заміну двох парогазових блоків ABP1R та ABP2R, що стали до ладу в 2022-му. Кожен з них має потужність 140 МВт та таку саме схему — дві газові турбіни, що через відповідну кількість котлів-утилізаторів живлять одну парову турбіну. Нові блоки так само можуть постачати 30 тонн технологічного пару на годину. Для ABP1R та ABP2R уклали угоду з EGAT на 25-річну закупівлю потужності, проте у значно менших обсягах — по 30 МВт з блока.
Як паливо станція використовує природний газ (через провінцію Чонбурі проходить газотранспортний коридор Районг — Бангпаконг).
Безпосередніми власниками блоків виступають компанії Amata B.Grimm Power 1 та Amata B.Grimm Power 2. Їх важливим учасником є тайський конгломерат B.Grimm Group, що мав по 15 % у кожному підприємстві, але у проектах заміни блоків його частка зросла до 50,7 % та 51,2 %. Іншим важливим учасником є компанія Amata Corporation, яка опікується кількома індустріальними зонами.
Можливо відзначити, що на сході тієї ж індустріальної зони діють ТЕЦ ABP 3 та ТЕЦ ABP 4, 5.